# NMC Górnik Zabrze
El NMC Górnik Zabrze es un club de balonmano polaco de la ciudad de Zabrze. Juega en la PGNiG Superliga, la máxima categoría del balonmano en Polonia.

## Palmarés
- Liga de Polonia de balonmano (2): 
  - 1989, 1990
- Copa de Polonia de balonmano (3): 
  - 1984, 1988, 1990

## Plantilla 2024-25
|  | Porteros - 01 Kacper Ligarzewski - 16 Piotr Wyszomirski - 50 Bartosz Szczepanik Extremos izquierdos - 15 Dmytro Artemenko - 23 Jakub Bogacz Extremos derechos - 03 Jakub Szyszko - 58 Krzysztof Komarzewski Pívots - 14 Piotr Krępa - 77 Dmytro Ilchenko - 89 Adam Wąsowski | Laterales izquierdos - 05 Jakub Pinda - 07 Dan Racoțea - 29 Szymon Pluczyk Centrales - 10 Lukáš Mořkovský - 19 Paweł Krawczyk - 35 Taras Minotskyi Laterales derechos - 09 Daniel Wisiński - 17 Bogdan Cherkashchenko - 22 Nikola Ivanović - 0 Szymon Działakiewicz |